# Eucharidema joiceyi
Eucharidema joiceyi là một loài bướm đêm trong họ Geometridae.